# Дом Я. С. Полякова (Таганрог)
Дом Я. С. Полякова — особняк первой четверти XIX века в историческом центре Таганрога, расположенный по адресу ул. Петровская, 72. Ансамбль Петровской улицы вместе с домом Я. С. Полякова входит в перечень объектов культурного наследия регионального значения.

## История

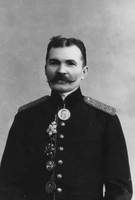
Я. С. Поляков

Участник Отечественной войны 1812 года Георгий Бенардаки в конце 1810-х — начале 1820-х  построил для себя угловой одноэтажный особняк со стороны Варвациевского переулка (ныне — Лермонтовского). В особняке его семья проживала до переезда в Санкт-Петербург уже после смерти родителей. Дом по Петровской улице и имение на берегу Азовского моря стоимостью в 5,5 тысячи рублей, принадлежащих Бенардаки, в 1874 году купил крупный промышленник и землевладелец Яков Соломонович Поляков. В Таганроге Поляков занимался прокладкой железной дороги из Ростова-на-Дону, финансировал строительство здания железнодорожного вокзала, был учредителем Донского земельного банка и соучредителем Санкт-Петербургско-Азовского и Азовско-Донского коммерческих банков. Пригласив петербургских архитекторов, он надстроил и расширил приобретенный дом и основал в нем Донской земельный банк. В перестройке дома участвовал и член таганрогского Строительного комитета Е. Алейников. Позднее была сделана пристройка, соединившая этот дом с соседним.
В 1918 году банк был национализирован, после чего дом Я. С. Полякова занимали различные административные учреждения: уездный исполком, горисполком, Ленинский райисполком; в годы немецкой оккупации — городской магистрат. С 1989 года формально здание передано в качестве второго корпуса картинной галерее, но фактически в нём размещается городской Дом детского творчества.

## Описание
Архитектура двухэтажного особняка эклектична, сочетая черты классицизма и барокко. Фасад симметричен, большие арочные окна второго этажа боковых ризалитов богато декорированы двойными лучковыми сандриками, полуколоннами коринфского ордера и лепниной. Этажи разделены рельефным поясом. По всему периметру второго этажа проходит сплошной карниз с прямоугольными ордерными сухариками (дентикулами). Первый этаж рустован. Центральная часть фасада украшена пилястрами.